# KkStB 163 sorozat
A kkStB 163 sorozat egy szertartályos gőzmozdony-sorozat volt a Császári és Királyi Osztrák Államvasutaknál (k. k. Staatsbahnen, kkStB), amely mozdonyok eredetileg az Osztrák Északkeleti Vasúttól (Österreichische Nordwestbahn, ÖNWB) származtak.

## Története
A sorozat mozdonyait Elbel tervezte tolató- és mellékvonali szolgálat ellátására a kkStB 97 sorozat mintájára.  A mozdonyok C tengelyelrendezésű szertartályosak voltak alacsonyan fekvő kazánnal. A széntartó a tűzszekrény mellé került a mozdonysátorba.
A  Schwartzkopff által 1882-ben szállított hét mozdonyt. Az ÖNWB-nél a Xa sorozatba az 501-507 pályaszámtartományba osztották be. A Floridsdorfi Mozdonygyár 1881-ben szállított négy mozdonyt, amely Xb sorozatjelet és 508-511 pályaszámokat kapott. A következő szállítás 1884-ben tíz mozdony volt a StEG mozdonygyárból Xc sorozatként 512-521 pályaszámokkal. 1890-ben a Floridsdorfi Mozdonygyár négy gépet készített a Süd-Norddeutsche Verbindungsbahn (SNDVB) részére, melyek azonban szintén ÖNWB pályaszámokat – 551-554 – kaptak a Xd sorozatban.  Végezetül 1891-1892 között a floridsdorfi gyárban tizenkét, 1896-ban négy és 1901-ben újabb négy darab épült. 1896-ban a StEG gyárában négy darab és 1898 után újabb kettőt Floridsdorfban. Ezek 522-541 és 561-566 pályaszámokat valamint Xe  sorozatjelet kaptak. A különbségek a méretekben  az egyes sorozatban a táblázatokban láthatók.
Az 1909-es államosítás után a kkStB-nél a Xa,b,c,d,e sorozatok a kkStB 163 sorozatot képezték.
Az első világháború után a sorozat a Csehszlovák Államvasutakhoz került ČSD 314,2 sorozatként. Az utolsó példányt a mozdonyokból 1964-ben selejtezték.
| Az ÖNWB Xd sorozat műszaki adatai | Az ÖNWB Xd sorozat műszaki adatai | Az ÖNWB Xd sorozat műszaki adatai | Az ÖNWB Xd sorozat műszaki adatai |
| --------------------------------- | --------------------------------- | --------------------------------- | --------------------------------- |
|                                   | 1890                              | 1896                              | 1903                              |
| Jelleg:                           | C n2t                             | C n2t                             | C n2t                             |
| Hossz:                            | 8 456 mm                          | 8488 mm                           | 8488 mm                           |
| Magasság:                         | 4160 mm                           | 4160 mm                           | 4160 mm                           |
| Hajtókerék-átmérő:                | 1015 mm                           | 1015 mm                           | 1015 mm                           |
| Csatolt kerekek tengelytávolsága: | 2900 mm                           | 2900 mm                           | 2900 mm                           |
| Teljes tengelytávolság:           | 2900 mm                           | 2900 mm                           | 2900 mm                           |
| Hengerátmérő:                     | 410 mm                            | 410 mm                            | 410 mm                            |
| Dugattyúlöket:                    | 500 mm                            | 500 mm                            | 500 mm                            |
| Csőfűtőfelület:                   | 75,3 m²                           | 75,3 m²                           | 73,7 m²                           |
| Sugárzó fűtőfelület:              | 5,4 m²                            | 5,4 m²                            | 5,4 m²                            |
| Rostélyfelület:                   | 1,22 m²                           | 1,22 m²                           | 1,22 m²                           |
| Gőznyomás:                        | 12,0 at                           | 10,0 at                           | 10,0 at                           |
| Üres tömeg:                       | 28,50 t                           | 29,90                             | 29,90                             |
| Tapadási tömeg:                   | 38,00 t                           | 38,00 t                           | 39,20 t                           |
| Szolgálati tömeg:                 | 38,00 t                           | 38,00 t                           | 39,20 t                           |
| Vízkészlet:                       | 1,8 m³                            | 1,8 m³                            | 1,8 m³                            |
| Tüzelőanyagkészlet:               | 5,0 m³                            | 5,2 m³                            | 5,2 m³                            |
| Legnagyobb sebesség:              | 45 km/h                           | 45 km/h                           | 45 km/h                           |

## Fordítás
Ez a szócikk részben vagy egészben  a   kkStB 163 című német Wikipédia-szócikk fordításán alapul.  Az eredeti cikk szerkesztőit annak laptörténete sorolja fel. Ez a jelzés csupán a megfogalmazás eredetét és a szerzői jogokat jelzi, nem szolgál a cikkben szereplő információk forrásmegjelöléseként.